# Davisiella domingensis
Davisiella domingensis är en svampart som beskrevs av Petr. & Cif. 1932. Davisiella domingensis ingår i släktet Davisiella, divisionen sporsäcksvampar och riket svampar.   Inga underarter finns listade i Catalogue of Life.